# Cattedrale di Annecy
La cattedrale di San Pietro (in francese: cathédrale Saint-Pierre d'Annecy) è il principale luogo di culto cattolico di Annecy, nel dipartimento dell'Alta Savoia. La chiesa, sede della diocesi di Annecy, è monumento storico di Francia dal 1906.

## Storia
Costruita da Jacques Rossel prima del 1526, la chiesa era fino al 1534 un convento dei Celestini e, poi, un convento francescano. L'anno successivo venne completata la facciata e nel 1539 venne consacrata. Soppresso il convento (1771) quando venne edificato in aderenza il palazzo episcopale,  la chiesa divenne cattedrale dal 1782 al 1792, per essere trasformata in un luogo di culto dedicato alla dea Ragione durante la Rivoluzione francese. Tornata cattedrale nel 1822 e già molto decorata dopo il 1885, la chiesa fu ripulita e restaurata nel 1936.

## Esterno
La chiesa ha un'eccezionale facciata (1535) già rinascimentale, anche se ispirata da una chiesa romanica. La composizione, ritmata da pilastri toscani, presenta tre frontoni sulle porte e, sopra quello più grande della porta al centro, è collocato un rosone gotico in vetro chiaro, sormontato dallo stemma della famiglia Lambert, che finanziò il progetto. Il resto dell'edificio non è praticamente visibile, salvo la bassa torretta del campanile di colore differente, situato da un lato dalla parte del coro ci sono due campane delle Fonderie Paccard.

## Interno
L'interno, a tre navate diviso in cinque campate, è gotico. Sulla sinistra della navata centrale, un pulpito in legno appoggiato su un'aquila con le ali spiegate, rappresenta nell'intaglio centrale l'Assunzione della Vergine e in quello del pulpito vero e proprio San Francesco di Sales che prega. Nella navata sinistra, interessante l'altare dedicato a San Francesco di Sales (1864). La navata destra termina invece con la cappella del Sacro Sacramento. Dopo il coro neoclassico (1771), che contrasta col resto della chiesa, in cui sono presenti anche due interessanti leggii in legno scolpito: uno col simbolo dell'aquila e l'altro raffigurante un angelo che sorregge il Libro della Parola, si arriva all'abside poligonale, che presenta cinque vetrate che rappresentano San Francesco di Sales e tre quadri molto interessanti, Liberazione di San Pietro di Mazzola, la Discesa della Croce di scuola del Caravaggio, e l'Adorazione dei Magi di Fabbrizi. Ai lati della chiesa, vi sono interessanti vetrate che rappresentano San Bernardo di Mentone (1865) e il Battesimo di Cristo (1860) e un quadro con San Francesco Borromeo (XVIII secolo). Nella cappella dedicata a San Giuseppe, quadro di Clerc (1857) fiancheggiato da statue di Santa Teresa d'Avila e San Francesco di Sales e bassorilievo che rappresenta la Fuga in Egitto. Gli altari dei lati sono dedicati all'Immacolata Concezione (1857), al Sacro Cuore (1886), alla Madonna di Lourdes, a Santa Teresa e il Bambin Gesù (1934). 
In controfacciata un organo imponente (1842), restaurato nel 1994, arriva fino al rosone.